# Råsele
Råsele (sydsamiska: Råava eller Råavoe) är en by i Vilhelmina kommun. Den ligger vid den nordöstra sidan av Råselet i Ångermanälven, strax uppströms gränsen till Åsele kommun. Råsele anlades 1740 och anses vara den äldsta byn i Vilhelmina socken.